# Leben auf Titan

Bildung von Tholinen in Titans oberer Atmosphäre

Für Leben auf Titan, das auf Wasser basiert, kreist Saturn mit seinen Monden in einer Umlaufbahn, die zu weit von der Sonne entfernt ist (außerhalb der klassischen habitablen Zone). Das Entstehen von Leben auf der Oberfläche ist unwahrscheinlich, da Wasser dort nicht in flüssiger Form vorkommen kann. Vorstufen werden jedoch nicht ausgeschlossen.
2010 wurden nach Analyse von Daten der Cassini-Raumsonde Hinweise für auf Methan basierendes Leben auf Titans Oberfläche gefunden. Es ist jedoch nicht ausgeschlossen, dass es sich dabei um unbekannte chemische Prozesse handelt.

## Allgemeines
Titan ist unter den Planeten und Monden seiner Größenklasse der einzige Himmelskörper im Sonnensystem mit einer dichten und wolkenreichen Atmosphäre. Obwohl seine Oberflächentemperatur weitaus niedriger ist als die der Erde, gilt er hinsichtlich der dichten stickstoffreichen Atmosphäre und wegen des Vorhandenseins von Flüssigkeiten in selbiger als der erdähnlichste Himmelskörper unseres Sonnensystems. Seine Gashülle ist auf der Oberfläche etwa fünfmal dichter und der Druck etwa 50 % höher als auf der Erde. Die Hülle besteht überwiegend aus Stickstoff und enthält Kohlenwasserstoffe sowie Spuren anderer organischer Verbindungen. Die Oberfläche und die oberste Schicht des Mantels sind aus Eis und Methanhydrat. Darunter befindet sich möglicherweise ein Ozean mit flüssigem Wasser, obwohl die Temperaturen dort unter 0 °C liegen.

### Organische Verbindungen in der Atmosphäre
Die einzigen bekannten Körper im Sonnensystem, deren Atmosphäre hauptsächlich aus Stickstoff besteht, sind Erde und Titan. Bei Letzterem sind es 98,4 % Stickstoff und etwa 1,6 % Argon sowie Methan, das in der oberen Atmosphäre aufgrund seiner geringen Dichte (57 % von Stickstoff) vorherrscht. Außerdem finden sich Spuren von mindestens einem Dutzend anderer organischer Verbindungen, unter anderem Ethan, Propan, Ethin und Cyanwasserstoff. Helium, Kohlenstoffdioxid und Wasser wurden ebenfalls gefunden, jedoch praktisch kein freier Sauerstoff.
Da Titan kein nennenswertes Magnetfeld besitzt, ist seine Atmosphäre besonders an ihrem äußeren Rand direkt dem Sonnenwind ausgesetzt. Außerdem unterliegt sie der Einwirkung der kosmischen Strahlung sowie der Sonneneinstrahlung, wovon chemisch der bereits erwähnte UV-Anteil von Bedeutung ist. Von solchen energiereichen Materieteilchen oder Photonen getroffene Stickstoff- und Methanmoleküle werden in Ionen oder sehr reaktive Radikale aufgespalten. Diese Bruchstücke gehen mit anderen Molekülen neue Bindungen ein, wobei sie komplexe organische Stickstoffverbindungen, die oben genannten Kohlenstoffverbindungen und verschiedene polyzyklische aromatische Kohlenwasserstoffe bilden. Auf diese Weise entstehen in der oberen Titanatmosphäre auch Polyine, die Dreifachbindungen enthalten. Die polyzyklischen aromatischen Kohlenwasserstoffe können auch Stickstoff enthalten und verklumpen zu den Aerosolen.
Auf Titan wurde das hochreaktive, mögliche Vorläufermolekül für Leben, Zyklopropenyliden entdeckt.
Tholine
Die entstandenen schwereren Moleküle sinken langsam in tiefere Schichten der Atmosphäre und bilden den orangefarbenen Nebel, welcher den Saturnmond einhüllt. Der Astrophysiker Carl Sagan prägte für dieses Gemisch von Verbindungen mit noch unbekannter Zusammensetzung den Begriff „Tholin“. Er vermutete zudem eine Schicht solcher Moleküle auf der Oberfläche Titans, in der bei Energiezufuhr chemische Reaktionen ablaufen könnten, die jenen in der Urzeit der Erde ähnlich sind und einen Beitrag zur Entstehung des Lebens auf unserem Planeten geleistet haben. Mit diesen Vermutungen wurde der Titan zu einem der interessantesten Schauplätze im Sonnensystem.
Während ihres Abstiegs zur Titanoberfläche untersuchten Instrumente der Huygenssonde die Atmosphäre. Mit dem Ionen-Neutral-Massenspektrometer (INMS) konnte nachgewiesen werden, dass der orangefarbene Nebel kleinere und mittelgroße Moleküle enthält. Aufschlussreicher waren die Daten des Cassini-Plasmaspektrometers (CAPS), das eigens für die Untersuchung der Orangefärbung der Atmosphäre mitgeführt wurde und erstmals eine Erklärung für die Bildung von Tholinen lieferte. Es detektierte große, positiv und negativ geladene Ionen. Vor allem die negativ geladenen Ionen spielen vermutlich eine unerwartete Rolle in der Bildung von Tholinen aus kohlenstoff- und stickstoffhaltigen Verbindungen.

## Spekulationen über (Vorstufen zu) Leben
Da Saturn und seine Trabanten weit außerhalb der habitablen Zone kreisen, ist das Entstehen von Leben unwahrscheinlich, Vorstufen werden jedoch nicht ausgeschlossen. Insgesamt sind trotz der niedrigen Temperaturen für die Kosmochemie sehr interessante Vorgänge auf diesem Mond zu vermuten, vielleicht auch Vorstufen für eine Art chemischer Evolution. Aufgrund der dichten Atmosphäre aus Stickstoff und organischen Verbindungen ist er ein bedeutendes Forschungsobjekt der Astrobiologie, da diese Bedingungen denen auf der Urerde gleichen könnten. Eine präbiotische Entwicklung in Richtung Leben, vergleichbar mit dem irdischen, würden die Oberflächentemperaturen jedoch verhindern.
Steven Benner von der University of Florida vertritt die Ansicht, dass sich Leben in Seen aus flüssigen Kohlenwasserstoffen wie Methan oder Ethan bilden könne, da diese sich ebenfalls als Lösungsmittel für chemische Reaktionen eignen, wie sie in Lebewesen vorkommen. Die chemische Aggressivität dieser Kohlenwasserstoffe sei zudem geringer als die von Wasser. Somit wären Riesenmoleküle, wie DNA, stabiler.
Ein Forscherteam aus Frankreich hält es für möglich, dass in den Methanseen mikroskopisch kleine Organismen die Energie nutzen könnten, die frei wird, wenn Wasserstoff mit Ethin (Acetylen) reagiert.
Titan könnte einen Schlüssel zum Verständnis der Entstehung des Lebens auf der Erde enthalten, da angenommen wird, dass auf der Urerde eine ähnliche Atmosphäre vorhanden war und somit ähnliche Bedingungen herrschten.
Im Jahre 2010 hatten Forscher von der University of Arizona im Labor die Bedingungen in der titanischen Gashülle simuliert. Dabei mischten sie Stickstoff, Methan und Kohlenmonoxid, die Hauptbestandteile der Atmosphäre von Titan, zusammen. In dieser Umgebung ohne Wasser einer starken Radiostrahlung ausgesetzt entstanden die Aminosäuren Glycin und Alanin, die Grundbausteine der irdischen Proteine sind. Zudem bildeten sich alle fünf Basiskomponenten der Nukleinsäuren RNA und DNA – Cytosin, Adenin, Thymin, Guanin und Uracil. Die Reaktionen seien komplett innerhalb einer gasförmigen Umgebung abgelaufen. Sarah Hörst und Roger Yelle von der University of Arizona halten es für möglich, dass sich auch auf der Erde die Grundbausteine nicht zwangsläufig in einer Ursuppe, sondern ebenfalls in der Atmosphäre bilden konnten und dann auf die Oberfläche abgeregnet wurden.

### Methanbasiertes Leben
Da auf Titans Oberfläche sehr niedrige Temperaturen von −180 °C herrschen und Leben ein flüssiges Medium für verschiedene Prozesse benötigt, müsste Leben auf Titans Oberfläche eine andere Substanz als Wasser dafür verwenden. Somit bliebe nur die Möglichkeit auf flüssiges Methan oder Ethan zurückzugreifen.
2010 entdeckte die Raumsonde Cassini, dass Wasserstoff, der zu Boden sinkt, an der Oberfläche verschwindet. Ebenso wurden an der Oberfläche Kohlenwasserstoffe nachgewiesen, jedoch nicht das erwartete Acetylen. Der Astrobiologe Chris McKay entwarf bereits 2005 ein hypothetisches Modell, das für auf Methan basierendes Leben Acetylen als ideale Energieversorgung postulierte. Eine Möglichkeit wäre demnach, dass dieses Leben Wasserstoff verbraucht, ähnlich wie irdisches Leben Sauerstoff benötigt.
Aktuelle Modelle von Titans Atmosphäre lassen eine gleichmäßige Verteilung von Wasserstoff in den verschiedenen Schichten der Atmosphäre erwarten. Ultraviolettes Licht spaltet Acetylen- und Methanmoleküle in der oberen Atmosphäre, was als Nebenprodukt Wasserstoff erzeugt. Das beobachtete Verschwinden von Wasserstoff an der Oberfläche entspricht dabei etwa derselben Menge, die über die äußere Atmosphäre entweicht. Es sei unwahrscheinlich, dass der Wasserstoff irgendwie unterirdisch gespeichert werde.
Nach Cassinis Spektrometerdaten gibt es an der Oberfläche auch weniger Wassereis als erwartet, dafür aber Benzol und ein weiteres, bisher unbekanntes organisches Material. Es scheint, als würde dieses organische Material das Wassereis mit einer nur wenige Millimeter bis Zentimeter dicken Schicht aus Kohlenwasserstoffen überziehen, die trotz des flüssigen Methans und Ethans, das über die Oberfläche fließt, bestehen bleibt. Bei den starken Methanregenfällen werde diese Schicht zwar abgewaschen, bilde sich aber rasch wieder neu.
Der NASA-Wissenschaftler Mark Allen schlug als Erklärungsmöglichkeit einen unbekannten Prozess in der Atmosphäre vor, bei dem durch Sonnenlicht oder kosmische Strahlung das Acetylen in eisige Aerosole umgewandelt wird, die dann zur Oberfläche absinken und so das Fehlen von Acetylen erklären. Eine weitere nichtbiologische Möglichkeit sei ein chemischer Prozess, bei dem Acetylen und Wasserstoff an der Oberfläche wieder zu Methan würden; da es dafür aber zu kalt ist, würde dies einen mineralischen Katalysator benötigen, der den Chemikern aber bisher unbekannt sei. Man müsse zuerst alle nichtbiologischen Prozesse ausschließen und auf Methan basierendes Leben als letzte Möglichkeit in Betracht ziehen, so Allen.
Sollte es jedoch methanbasiertes Leben auf Titan geben, so wäre dies in unserem Sonnensystem bereits die zweite voneinander unabhängige Entwicklung von Leben, was bedeutete, dass das Leben mit hoher Wahrscheinlichkeit auf vielen bewohnbaren Welten des Kosmos vorhanden wäre.

### Panspermie oder unabhängiger Ursprung?
Eine alternative Hypothese für das Vorhandensein von Leben auf Titan wurde 2006 vorgeschlagen: Wenn Leben auf Titan gefunden wird, könnte es ursprünglich von der Erde stammen. Durch Panspermie könnten bei großen Kometeneinschlägen auf der Erde hunderte Millionen Fragmente mit Mikroben in den Weltraum geschleudert worden sein. Berechnungen zufolge wären nach einigen Millionen Jahren einige davon auf anderen Himmelskörpern des Sonnensystems eingeschlagen, darunter auch Titan. Es gilt jedoch als unwahrscheinlich, dass irdisches, auf Kohlenstoff basierendes Leben auf Titan gedeihen könnte.